# Station Glasgow Prestwick Airport
Glasgow Prestwick Airport (ook aangeduid als Prestwick International Airport station) is een spoorwegstation van National Rail in South Ayrshire in Schotland. Het station is eigendom van Network Rail en wordt beheerd door ScotRail. Het station is geopend in 1994.